# Ecole Nationale Supérieure des Mines de Saint-Etienne

A École Nationale Supérieure des Mines de Saint-Etienne, também conhecida como Mines Saint-Etienne ou pela sigla EMSE, é uma das 210 Escolas de Engenharia (Écoles d'Ingénieurs) da França, habilitadas a formar e diplomar engenheiros no país.
Foi criada em 1816 e é membro do Institut Mines-Télécom, sob a tutela do Ministério da Economia e da Indústria da França.

## História

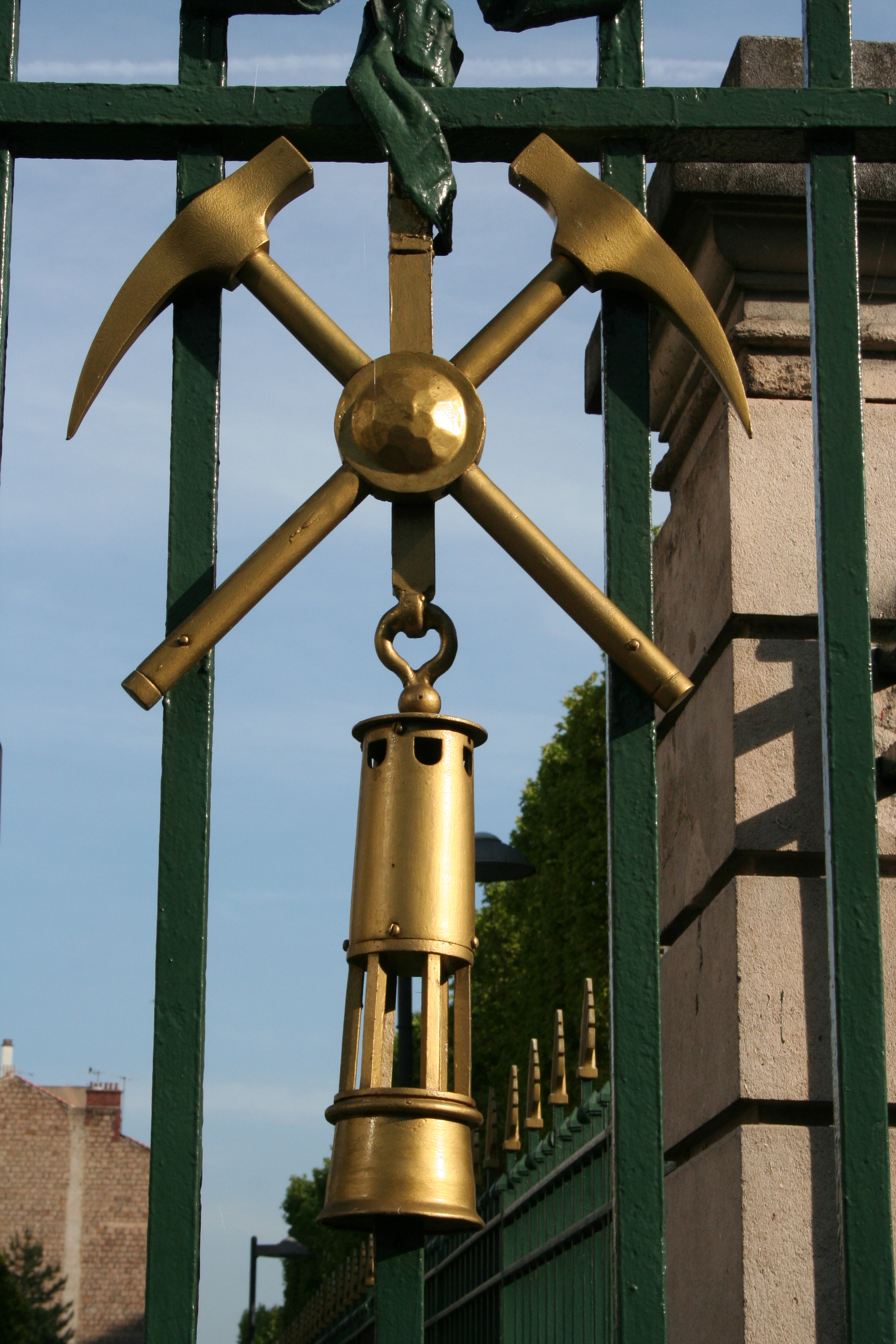
Símbolo da Ecole des Mines de Saint-Etienne

Após a queda do Primeiro Império em 1815, o Tratado de Viena separou a região da Sarre da Saboia da França, privando o país de faculdades técnicas e práticas de minas, bem no auge da Revolução Industrial. Em 2 de agosto de 1816, Luís XVIII emitiu decreto real para a criação de uma escola de mineradores em Saint-Etienne, local propício, já que a região possuía as maiores minas de carvão em atividade na época.

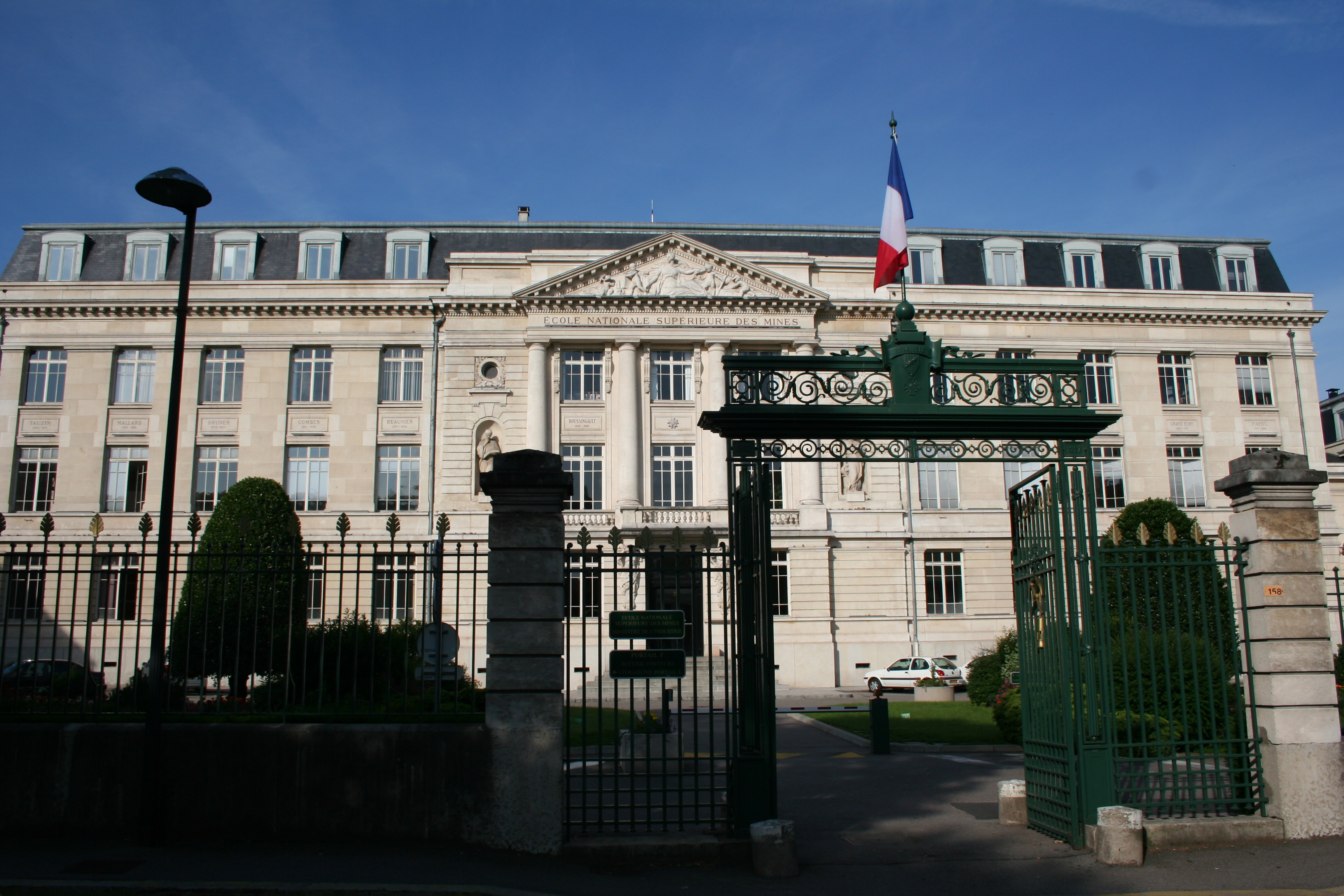
Fachada da entrada do prédio principal na cours Fauriel

A Escola foi alocada no princípio em um pequeno prédio na praça Marengo. A primeira turma de alunos de 1819 constava de apenas 12 alunos. Em 7 de março de 1831, um novo decreto real dava à Ecole des Mines o status de Escola de Engenharia (Ecole d'Ingénieur, em francês) e passou a crescer cada vez mais em importância e quantidade de alunos. Um novo prédio para a Escola foi construído em 1924, onde é sede até os dias atuais, na cours Fauriel, recebendo o apelido de a "grande senhora da cours Fauriel".
Em 1992, a Escola se torna estabelecimento público nacional de caráter administrativo. Em 1994, um antigo prédio industrial reformado à poucos metros do principal é anexado à escola. Em 2002, a escola cria o curso de microeletrônica, com a abertura de mais um campus: o Centro de Microeletrônica Georges Charpak, na cidade de Gardanne. O prédio tem o nome do célebre ganhador do Nobel de física em 1992, que estudou na Ecole des Mines de Paris. Em 2004 a escola inova mais uma vez com a criação do centro de formação e pesquisa para Engenharia de Saúde. Em 2009, a Ecole des Mines de Saint-Etienne contava com 1 500 alunos de graduação e pós-graduação.

## Formação
A estratégia da Ecole des Mines de Saint-Etienne é formar Engenheiros com boa capacidade técnica e prática, tanto nos domínios da ciência pura quanto na aplicação para o desenvolvimento econômico da sociedade. É uma escola que foca na multi-disciplinaridade, tendo uma grade curricular ampla e generalista em todas as áreas de ensino. Também possui diversas parcerias internacionais com foco na educação e estágios obrigatórios em outro país, ajudando o aluno na visão mais ampla dos problemas da sociedade, bem como formando engenheiros multi-culturais.

### Formação de Engenheiros
A Escola propõe 3 tipos de perfis de engenheiros nos campus de Saint-Etienne e Gardanne:
1. O Engenheiro Civil de Minas (ICM), é um engenheiro generalista, cuja vocação é se tornar um dirigente engajado e inovador, graças à sua cultura, formação multi-disciplinar, sua aptidão à entender os problemas complexos da sociedade, sua capacidade de trabalhar em equipe multicultural e seu senso de eficiência. Este engenheiro é preparado a assumir cargos de alta responsabilidade no setor industrial;
2. O Engenheiro especializado em microeletrônica (ISMIN) possui uma dupla competência em microeletrônica e informática e sabe se adaptar rapidamente ao setor de tecnologia, tendo a criatividade e habilidade de trabalhar em equipe como pontos fortes;

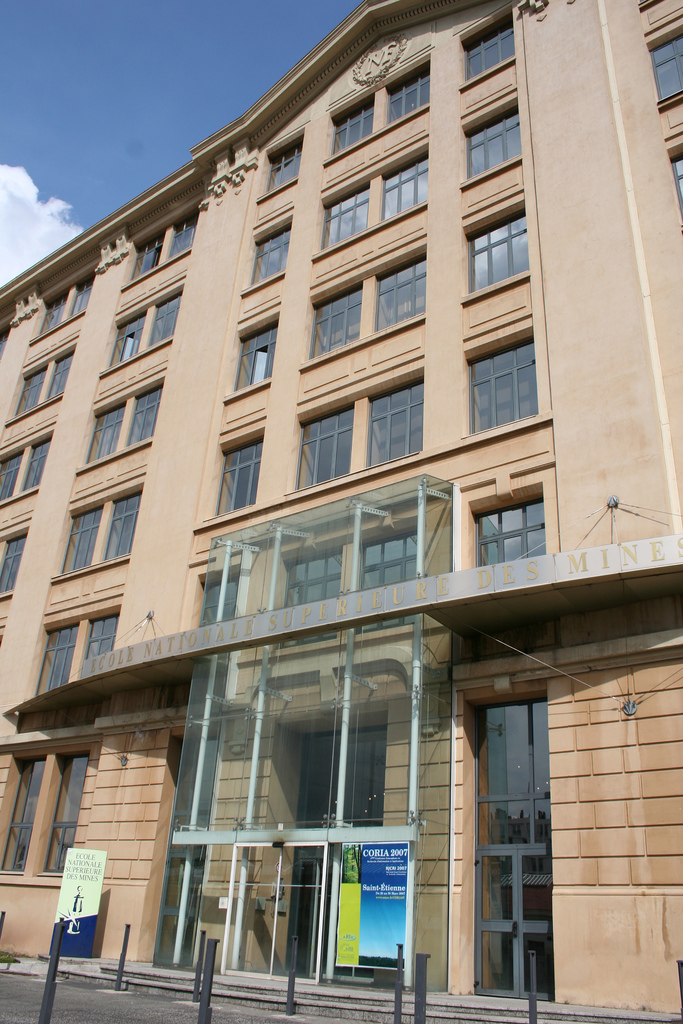
Espace Fauriel - segundo prédio do campus de Saint-Etienne

3. O Engenheiro especializado, formado em um esquema de alternância com alguma empresa parceira, adquire habilidades específicas da sua área de atuação profissional. Ele é capaz de inovar e colocar em prática as tecnologias na sua área de atuação.

#### Ciclo de Engenheiro Civil de Minas (ICM)
Este é o curso principal da escola, o qual a Ecole des Mines é habilitada à entregar o título de Engenheiro ao aluno diplomado. Este curso já formou líderes e dirigentes de grandes empresas francesas e no mundo ao longo dos 200 anos de existência. Atualmente são 150 formandos por ano neste ciclo.
Durante os três anos de estudo, o aluno tem contato com grandes profissionais do mercado e professores de alto nível, além de períodos de estágios obrigatórios. Possui também grande foco em empreendedorismo e mobilidade internacional. Os três anos de formação são divididos conforme abaixo:
- 1º ano: formação generalista técnica, com estágio de 1 mês ao fim do ano;
- 2º ano: formação generalista prática, com estágio de 4 meses ao fim do ano;
- 3º ano: formação específica, com estágio de 6 meses ao fim do ano.

Durante todo o período, os alunos contam também com cursos obrigatórios de inglês e mais um idioma adicional. Os alunos devem também passar um período mínimo de 4 meses para estágio ou estudo em algum outro país, para reforçar a formação multicultural e generalista do ciclo ICM.

#### Curso de Microeletrônica e novas tecnologias

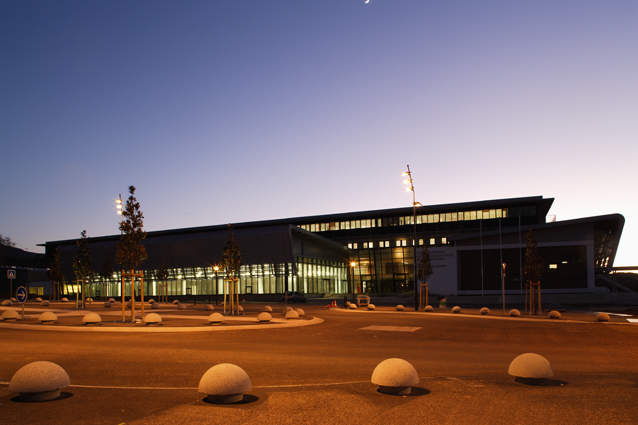
Centro Georges Charpak, em Gardanne

O ciclo ISMIN (Ingénieur spécialisés en microélectronique, informatique et nouvelles technologies) começou a ser fornecido em 2008 pela escola, no novo campus em Gardanne, o Centro Georges Charpak. Este curso é voltado à microeletrônica e sistemas embarcados. Assim como no ciclo ICM, os alunos devem tomar cursos de inglês, além de outro idioma estrangeiro durante o ciclo.

#### Admissão
São duas as principais vias de admissão aos cursos da escola. A principal e mais comum é através do concurso comum Mines-Ponts, que permite de ingressar após feito dois anos de estudos nas escolas preparatórias para as grandes escolas francesas. O recrutamento sob título é a forma de ingresso dos alunos estrangeiros, sendo que a Ecole des Mines possui convênios de estudos com universidades de todo o mundo, inclusive as brasileiras USP, UFSC e UFMG, sendo que o alunos ingressantes via este método, geralmente entram no 2º ano do ciclo ICM.

## Pós-Graduação

### Mestrado Especializado
A Ecole des Mines possui dois mestrados especializados. O primeiro em Engenharia de Produção e Infraestrutura de Sistemas Abertos e o segundo em Energia e Eficiência Energética.

### Doutorado
A Ecole des Mines de Saint-Etienne e a Universidade Jean Monnet de Saint-Etienne assinaram uma convenção criando a Escola de Doutorado de Saint-Etienne (ED-SE), em 11 de maio de 2001. Esta escola permite a criação de formações de doutorado multidisciplinares, tendo uma base científica. Qualquer pessoa com um título de mestrado ou diploma de engenheiro pode se inscrever a esta formação de duração de 3 anos. A Ecole des Mines é a responsável pela entrega do diploma de doutorado.

## Pesquisa
A pesquisa ocupa lugar importante na atividade da Ecole des Mines, possuindo cinco centros de formação e pesquisa:
- Ciências dos Materiais e Sistemas;
- Ciências de Processos Industriais e Naturais;
- Centro de Microeletrônica;
- Engenharia da Saúde;
- Instituto Henri Fayol (voltando à processos industriais, matemática aplicada e ambiental).

A escola possui em torno de 400 pesquisadores, sendo cerca de 200 doutores e 140 professores pesquisadores. Os recursos anuais para pesquisa chegam a 6 milhões de euros.

## Associação dos ex-alunos
A Ecole des Mines de Saint-Etienne possui duas associações de ex-alunos. Uma para o ciclo ICM e outra para o ciclo ISMIN. Ambas promovem eventos frequentes para atualização profissional e ajuda de atuais alunos. Também possuem grupos ligados em outros países com grande número de ex-alunos.

## Vida acadêmica
A vida acadêmica dos alunos é composta de diversas associações, voltada ao esporte, integração, humanitárias, recreativas e de pesquisa. Os alunos do ciclo ICM em Saint-Etienne, moram na Maison des Elèves (ME), prédio próximo ao campus da escola.

## Uniforme
O uniforme da Ecole des Mines é usado em eventos especiais, como a entrega do diploma. Ele foi muito usado até 1974, tendo passado por um período em esquecimento, até a retomada em 2009. O ciclo ICM usa o uniforme clássico, em preto e azul. Já o ciclo ISMIN usa a versão preta e vermelha.